# Sestre
Sestre – słoweński zespół muzyczny składający się z trzech drag queens, reprezentanci Słowenii podczas 47. Konkursu Piosenki Eurowizji w 2002 roku.

## Historia
Projekt Sestre powstał w 2000 roku na potrzeby programu dla drag queen, w którym udział wzięli Tomaž „Marlenna” Mihelič, Damjan „Emperatizz” Levec i Srečko „Daphne” Blasu, wówczas występujący jako Štrumpant'l Sisters. Dwa lata później artyści zgłosili się do udziału w festiwalu Evrovizijska Melodija 2002, będącym krajowymi eliminacjami do 47. Konkursu Piosenki Eurowizji, z utworem „Samo ljubezen”, który zakwalifikował się do rundy finałowej dzięki głosowaniu telewidzów. Piosenka zajęła ostatecznie pierwsze miejsce w finałowej klasyfikacji, dzięki czemu reprezentowała Słowenię podczas finału konkursu w Tallinnie. Podczas ogłaszania wyników selekcji okazało się, że z powodu problemów z obliczeniem wyniku głosowania telewidzów, o ostatecznym wyborze reprezentanta zdecydowali jurorzy, którzy przyznali pierwsze miejsce zespołowi Sestre, przez co zwyciężczyni głosowania telewidzów, Karmen Stavec, zajęła drugie miejsce. Decyzja organizatorów wywołała skandal wśród widzów, którzy domagali się powtórnego głosowania. Głos w sprawie zabrał wówczas m.in. holenderski członek Parlamentu Europejskiego, Lousewies van der Laan, który uznał, że niezadowolenie z wyniku wynika z homofobistycznych poglądów mieszkańców. Franc Kangler z Słoweńskiej Partii Ludowej podejrzewał wówczas zmanipulowanie głosów jurorów, Jernej Repovš z agencji marketingowej Studia Marketing uznał, że wygrana drag queens nie ma niczego wspólnego z dyskryminacją, natomiast Tone Partljič ze Słoweńskiej Partii Demokratycznej przyznał, że w konkursie ważniejsza powinna być piosenka, a nie występujący. Kilka dni po finale krajowy nadawca Radiotelevizija Slovenija potwierdził znaczącą przewagę Stavec nad formacją Sestre w głosowaniu telewidzów (40 tys. do 6 tys.), jednak dodał, że o końcowym wyniku zdecydowało przyznanie przez dwóch jurorów maksymalnych ocen piosence „Samo ljubezen”. 
W maju zespół wystąpił w finale Konkursu Piosenki Eurowizji i zdobył łącznie 33 punkty, zajmując 13. miejsce w końcowej klasyfikacji. Podczas występu wokalistom towarzyszył chórek w składzie: Mate Brodar, Jadranka Juras i Anže Langus. Po finale konkursu drag queens przeznaczyły swoje stroje sceniczne (ozdobione ok. 150 tys. kryształków Swarovskiego) na aukcję charytatywną, na której zostały sprzedane za 11 tys. euro, z czego ok. 3 tys. zostało przekazane pewnej wdowie z dwójką dzieci, a reszta pieniędzy trafiła do puli stypendiów dla dzieci z sierocińca Home Malči Beliceve. Latem artyści wystąpili gościnnie w brytyjskim programie Eurotrash, prowadzonym przez Antoine de Caunesa i Jean-Paul Gaultiera. 
W październiku ukazała się debiutancka płyta studyjna Sestre, zatytułowana Souvenir, na której znalazło się 10 utworów, w tym jeden nagrany w języku niemieckim („Junger Musikant”), jeden po angielsku („Together Forever”) oraz jeden zawierający fragment w języku francuskim („Soleil”).
W 2013 roku Sestre były gośćmi specjalnego odcinka chorwackiego programu Zadetek v petek, poświęconemu Konkursowi Piosenki Eurowizji.

## Życie prywatne członków zespołu
Thomas Mihelic pracował jako dziennikarz prasowy jednego z krajowych tabloidów oraz studiował na uczelni medycznej, Damjan Levec ukończył studia agronomiczne, jest makijażystą oraz zdobywcą trzeciego miejsca w wyborach Europejskiej Miss Transwestytów 1997, a Srečko Blasu jest właścicielem kwiaciarni w Lublanie, był także tancerzem stołecznego Teatru Tańca. Każdy z członków formacji jest biseksualny.

## Dyskografia

### Albumy studyjne
- Souvenir (2002)